# Joe (Texteditor)
Joe oder Joe’s Own Editor ist ein freier (unter der GPL) Konsolen-basierter Texteditor für Unix-Systeme.
Er ist auf vielen Unix-Distributionen als Standard-Anwendung beigefügt.

## Geschichte
Die Anwendung wurde von Joseph Allen 1989/1990 im Usenet erstmals veröffentlicht.
Der ursprüngliche Programmname war einfach „e“.
Ab der Version 2.2 gibt es auch eine Portierung für MS-DOS.
Nach der Veröffentlichung von Version 2.8 durch Joseph Allen im Jahr 1995 kam die Entwicklung für mehrere Jahre zum Erliegen. 2001 nahm eine neue Gruppe von Enthusiasten unter der Leitung von Marek Grac die Entwicklung wieder auf und behob viele Fehler und führte ein standardisiertes Build-System ein. 2004 stieß der ursprüngliche Autor wieder zum Projekt und veröffentlichte Version 3.0, die Syntaxhervorhebung und UTF-8-Unterstützung einführte.